# Euagrus pristinus
Espèce
Euagrus pristinus est une espèce d'araignées mygalomorphes de la famille des Euagridae.

## Distribution
Cette espèce est endémique du Mexique. Elle se rencontre en Oaxaca, au Puebla, en Hidalgo, au San Luis Potosí et au Nuevo León.

## Description
La carapace du mâle holotype mesure 4,2 mm de long sur 3,4 mm.

## Publication originale
- O. Pickard-Cambridge, 1899 : On some new species of exotic Araneidea. Proceedings of the Zoological Society of London, vol. 1899, p. 518-532 (texte intégral).